# Styrbordsknattane
Die Styrbordsknattane (norwegisch für Steuerbordspitzen) sind eine Gruppe kleiner Berggipfel im ostantarktischen Königin-Maud-Land. Nahe dem südwestlichen Ende des Ahlmannryggen ragen sie unmittelbar nördlich der Kjølrabbane auf.
Norwegische Kartografen, die der Gruppe auch ihren Namen gaben, kartierten sie anhand von Vermessungen und Luftaufnahmen der Norwegisch-Britisch-Schwedischen Antarktisexpedition (1949–1952).